# 翅果油树
翅果油树（学名：Elaeagnus mollis）为胡颓子科胡颓子属下的一个种。其种加词“mollis ”意为“柔软的”。